# Kung Zhao av Yan
Kung Zhao (燕昭王; Yān Zhāo wáng) var en kung över det kinesiska  riket Yan. Kung Zhao regerade från 312 f.Kr. till 279 f.Kr. och hans personliga namn var Ji Ping (姬平).